# Elsa Nyström
Elsa Maria Nyström, född 27 januari 1890 i Helsingfors, död 22 januari 1979 i Esbo, var en finländsk skådespelare. Hon verkade i Svenska Teatern 1922–1958.
Hon tilldelades 1955 Pro Finlandia-medaljen.

## Filmografi[4]
- Tåg norrut, 1947
- Då mormor var ung, 1949
- Madame, 1960
- Fru Carrars gevär, 1965

## Teater

### Roller
| År   | Roll                          | Produktion                                                                       | Regi               | Teater                       |
| ---- | ----------------------------- | -------------------------------------------------------------------------------- | ------------------ | ---------------------------- |
| 1926 | Julie, Suzannes kammarjungfru | De nya herrarna (Les Nouveaux Messieurs) Robert de Flers och Francis de Croisset | Harry Roeck-Hansen | Svenska Teatern, Helsingfors |
| 1927 | Bice, Madames kammarjungfru   | Nu kommer madame (Enter Madame) Gilda Varesi och Dolly Byrne                     | Tollie Zellman     | Svenska Teatern, Helsingfors |
| 1929 | Fru Peachum                   | Tiggaroperan (Die Dreigroschenoper) Bertolt Brecht och Kurt Weill                | Nicken Rönngren    | Svenska Teatern, Helsingfors |